# Paul Emerick

a Compétitions nationales et continentales officielles uniquement.

b Matchs officiels uniquement.
Dernière mise à jour le 29 octobre 2014.

Paul Louis Emerick, né le 24 janvier 1980 à Emmetsburg (État de l'Iowa, États-Unis), est un ancien joueur de rugby à XV qui a joué avec l'équipe des États-Unis entre 2003 et 2012. Il évoluait aux postes de centre ou d'arrière (1,83 m pour 93 kg). Insuffisamment remis d'une blessure à une cheville contractée fin 2012, il met un terme à sa carrière le 8 août 2013.

## Biographie
Il a obtenu sa première cape internationale le 27 avril 2003 à l’occasion d’un match contre l'équipe d'Espagne à Fort Lauderdale (État de Floride, États-Unis), et sa dernière cape le 24 novembre 2012 contre l'équipe de Roumanie à Bucarest.

## Statistiques en équipe nationale
- 53 sélections (49 fois titulaire, 4 fois remplaçant)
- 85 points (17 essais)
- Sélections par année : 8 en 2003, 4 en 2004, 5 en 2005, 5 en 2006, 3 en 2007, 6 en 2008, 5 en 2009, 3 en 2010, 8 en 2011, 6 en 2012

En coupe du monde :
- 2003 : 3 sélections (Fidji, Écosse, Japon)
- 2007 : 1 sélection (Angleterre)
- 2011 : 3 sélections (Irlande, Russie, Italie)

## Note et référence
1. 1 2 3 4 5 6  « Emerick Paul », sur www.itsrugby.fr (consulté le 29 octobre 2014)
2. ↑  (en) « Veteran Eagles centre announces retirement », sur www.espnscrum.com, 8 août 2013 (consulté le 29 octobre 2014)